# 电通量
在電磁學中，電通量（英語：Electric flux，符號 ：Φ）是通過給定面積的電場的度量，為一純量。
電通量可以用來描述電荷所造成的電場強度與距離遠近的關係。
電場可以對空間中的任何一個點電荷施力。電場的強弱與電壓的梯度成正比。

## 概述
電荷（比如空間中的單顆電子）的周圍充斥著電場。若以圖形表示，該電場可以被表示為從一個點（電荷）散開的輻射線，稱為電場線或電力線。而這些線的密度與電場強度呈正相關，稱為電通量密度，也就是每單位面積的電力線數目。因此，電通量與穿過表面的電場線的總數成正比。為了簡化計算，通常在計算上會選取垂直於電力線的表面。
如果電場為一均勻電場，則通過所選面積 {\displaystyle \mathbf {S} } 的表面的通量為
{\displaystyle \Phi _{E}=\mathbf {E} \cdot \mathbf {S} =ES\cos \theta ,}
其中 {\displaystyle \mathbf {E} } 為電場（單位為 V/m ）、 {\displaystyle E} 為電場強度、 {\displaystyle S} 為表面面積、 {\displaystyle \theta } 為電場線與 {\displaystyle S} 的法線之間的夾角。

如果電場為一非均勻電場，則通常會將此一較大面積的電通量分割，改取一小塊面積 {\displaystyle d\mathbf {S} } 上的電通量 {\displaystyle d\Phi _{E}}
{\displaystyle d\Phi _{E}=\mathbf {E} \cdot d\mathbf {S} }
（電場 {\displaystyle \mathbf {E} } 乘以垂直於所選面積表面的分量）。 
因此，表面 {\displaystyle S} 上的電通量可由表面積分得到：
{\displaystyle \Phi _{E}=\iint _{S}\mathbf {E} \cdot d\mathbf {S} }
其中 {\displaystyle \mathbf {E} } 是電場 
{\displaystyle d\mathbf {S} } 是閉合表面 {\displaystyle S} 上的微小面積，其方向定義為表面法線朝外。

根據高斯定律，通過任一封閉曲面（高斯面）的淨電通量（{\displaystyle \Phi _{E}}），必與該封閉曲面內所圍之淨電荷量（{\displaystyle Q_{\rm {nec}}}）成正比。
而在真空中，此比例常數為一定值{\displaystyle 1/\varepsilon _{0}}。其數學式為 : 
{\displaystyle \Phi _{E}=\,\!}{\displaystyle \oiint }{\displaystyle \scriptstyle S}{\displaystyle \mathbf {E} \cdot d\mathbf {S} ={\frac {Q_{\rm {nec}}}{\varepsilon _{0}}}\,\!}
其中 {\displaystyle \mathbf {E} } 是電場、 {\displaystyle S} 是任一封閉曲面、 {\displaystyle Q_{\rm {nec}}} 是曲面  {\displaystyle S} 內的總淨電荷。
{\displaystyle \varepsilon _{0}}是電常數 （為一通用常數，也稱為真空中電容率或真空介電常數 ）
{\displaystyle \varepsilon _{0}\approx 8.854187817...\times 10^{-12}} (F · m-1)
此一關係式以其積分形式被稱為電場高斯定律，是四個馬克士威方程式之一。
電通量的單位為伏特米（V·m），或者牛頓米平方/庫倫（N · m2 · C-1）。 因此，電通量的國際標準基本單位為 kg · m3·s-3 · A-1。

## 應用
儘管電通量不受高斯面之外的電荷所影響，但高斯定律方程中的淨電場 {\displaystyle \mathbf {E} } 可能會被位於高斯面之外的電荷影響。因此，即使高斯定律適用於所有情況，但當電場分佈具有高度對稱性（例如球形或圓柱形對稱）時，可以自行選擇一適當之高斯面，使得電場不是垂直就是水平於高斯面，且在此高斯面上的電場為均勻電場，以方便進行手動運算。

## 註腳
- Purcell, Edward, Morin, David; Electricity and Magnetism, 3rd Edition; Cambridge University Press, New York. 2013 ISBN 9781107014022.
- Browne, Michael, PhD; Physics for Engineering and Science, 2nd Edition; McGraw Hill/Schaum, New York; 2010. ISBN 0071613994

## 外部連結
- Electric flux （页面存档备份，存于） — HyperPhysics（英语：HyperPhysics）